# Una poliziotta fuori di testa
Una poliziotta fuori di testa (Raid dingue) è un film del 2016 diretto da Dany Boon.

## Trama
La poliziotta Johanna Pasquali, impacciata ed oltremodo distratta, sogna di entrare nel RAID. Quando viene ammessa nelle forze speciali come tirocinante, grazie all'intercessione di suo padre, ministro degli interni, viene affidata alla supervisione di Eugène Froissard, un agente di polizia schivo e misogino.

## Produzione
Le riprese si sono svolte in Francia e in Belgio, principalmente a Vélizy-Villacoublay, Huy e al castello di Vaux-le-Vicomte.